# 羅文幹
羅 文幹（ら ぶんかん）は中華民国の政治家・弁護士・法学者。北京政府、国民政府において、司法行政・外交部門などの長をつとめた。字は鈞任。

## 事績

### 民初の活動
1904年（光緒30年）、イギリスに留学してオックスフォード大学で法学を専攻し、法学士の学位を取得した。卒業後は、事務弁護士資格を取得し、業務にも従事している。1909年（宣統元年）に帰国し、広東審判庁庁長に就任する。1911年（宣統3年）、法学科進士となった。
1912年（民国元年）1月、中華民国が成立すると、羅文幹は広東都督府司法司司長に任命される。まもなく広東高等検察庁庁長に異動した。そして同年8月、羅は25歳にして北京政府の初代総検察庁庁長に就任した。1915年（民国4年）11月、袁世凱の皇帝即位に反対し、護国戦争を支持する討袁運動に参加した。
1916年（民国5年）6月に袁世凱が死去すると、羅文幹は北京に戻って復職する。王寵恵が総裁をつとめた修訂法律館の副総裁に任命される。このとき、王とは刑法典の改正事業にともに従事し、また親交を深めた。1919年（民国8年）1月、羅は欧州に赴き、イギリスで法廷弁護士資格を取得した。
翌年8月、王寵恵が大理院院長となると、羅文幹が副院長に任じられた。1921年（民国10年）10月、羅はワシントン会議代表団顧問となる。同年12月、梁士詒内閣で司法部次長兼大理院院長となった。翌年4月には、一時総長代理をつとめる。9月、王が内閣を組織すると羅が財政総長として起用された。

### 対オーストリア契約事件（羅文幹事件）
しかし、同年11月、対オーストリア契約事件（羅文幹事件）が発生した。この事件は、財政総長として羅文幹が1914年に結んだ戦艦購入契約の後処理を担当した結果発生したものである。対ドイツ・オーストリア宣戦で棚上げされていた当該契約につき、オーストリアは契約の履行を強く迫ってきたが、羅は国交回復を機会に妥結に持ち込んだ。
ところがその過程につき、国会衆議院議長呉景濂は、羅にオーストリアからの収賄行為があったと糾弾する。総統黎元洪もこれを容れて、独断により羅を逮捕・収監してしまったのである。これにより、王寵恵内閣は崩壊に追い込まれてしまった。
内閣は崩壊に追い込まれたものの、王寵恵らは、正規の司法手続を踏まずに羅文幹逮捕命令を発した黎元洪への非難を表した。黎もまた後悔して釈放しようとしたが、羅はこれを拒絶し、法廷で自らの立場を示すことを要求した。1923年（民国12年）7月、羅は無罪判決を受けて釈放された。
しかし、司法総長程克はこれを不服とし、上訴を行ったため、羅文幹は再び収監された。この程の行動に全国の司法界は激昂し、修訂館館長江庸は抗議の辞任を行っている。結局、翌年春に上訴は却下され、羅文幹事件はようやく決着した。その後、羅は北京で弁護士を開業している。1926年（民国15年）7月には、杜錫珪臨時内閣で署理司法総長、翌年1月からの顧維鈞臨時内閣では正式に司法総長を務めた。

### 国民政府での活動

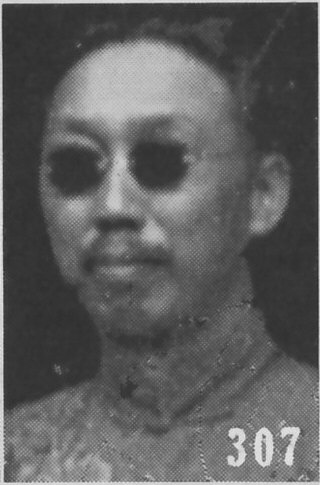
羅文幹 (1940年前後)

1928年（民国17年）2月、羅文幹は、王蔭泰の後任として北京政府最後の外交総長に任命された。北京政府崩壊後の同年12月、易幟を行った張学良の招聘に応じ、東北辺防軍長官公署顧問となっている。1931年（民国20年）12月、司法行政部部長に任じられ、まもなく行政院北平政務委員会委員にも兼ねた。
翌年1月、羅文幹は外交部長も兼任し、第一次上海事変後の対日交渉を担当し、上海停戦協定の調印にまで漕ぎ着けている。しかし、この協定に対する国内世論の反発は激しく、羅への批判も厳しかった。調印を担当した外交次長郭泰祺も次長から罷免され、駐英公使へと転任させられている。
ただし、羅文幹が親日的な思想の持ち主であったかというと決してそうではなかった。実際には、国際連盟の調停を求めつつ、日本による中国侵略に批判を表明する姿勢をとっている。特に、1933年（民国22年）における塘沽協定の締結には強く反対しており、それが成らないとみると辞任を申し出ている（しかし、許可はされなかった）。また、東清鉄道（中東鉄路）に関する日本・ソ連間の共同経営・売却交渉にも反発し、駐ソ大使顔恵慶を通してソ連への抗議を繰り返した。
同年12月、羅文幹は、蔣介石の対日妥協的な外交姿勢に耐えかね、ついに外交部長を辞任した。翌年10月には司法行政部長も辞任し、事実上、政界から引退した。以後、西北聯合大学教授、国民参政会参政員を務めている。
1941年（民国30年）10月16日、広東省楽昌にて病没。享年54。

## 注
1. ↑  邵桂花「羅文幹」140頁と徐友春主編『民国人物大辞典 増訂版』は、羅文幹は同年1月に南下して、広東高等法院院長に任命された、としている。しかし、当時の報道（『国民新聞』1928年3月15日、『大阪朝日新聞』1928年3月28日など）から、羅文幹が外交総長に就任したことの方が事実であり、中国国民党支配地域である広東に南下したとは考えにくいと思われる。あるいは、1928年11月に広東高等法院院長に就任した羅文荘という人物と混同されている可能性もあるが、いずれにしても羅文幹の広東法院院長就任につき、原典史料が明確でないため、本記事は北京政府外交総長就任をとる。